# پراویدنس، شهرستان سیسیل، مریلند
پراویدنس (به انگلیسی: Providence) یک منطقهٔ مسکونی در ایالات متحده آمریکا است که در شهرستان سیسیل، مریلند واقع شده‌است.